# Парламентские выборы в Болгарии (июнь 2024)
9 июня 2024 года в Болгарии состоялись внеочередные парламентские выборы, на которых избраны депутаты Национального собрания. Выборы совпали с выборами в Европейский парламент.
Эти парламентские выборы изначально планировалось провести до 12 июня 2027; однако запланированная ротация, согласованная партиями ГЕРБ-СДС и ПП-ДБ, не состоялась в марте 2024 года, в результате чего не удалось сформировать другое правительство.
ГЕРБ-СДС имела лучшие результаты, получив почти 24% голосов и 68 мест, но не получила большинства мест в Национальном собрании. Явка избирателей составила 33%, что является самым низким показателем с момента ликвидации коммунистического режима в 1989 году.

## Результаты
Результаты показали, что ни одна партия не получила большинства мест в Национальном собрании, вместе с тем ГЕРБ получил больше всего мест. Явка составила 33 процента, что является самым низким показателем с момента свержения коммунистического режима в 1989 году.
| Партия / коалиция                              | Мест | %     |
| ---------------------------------------------- | ---- | ----- |
| ГЕРБ-СДС                                       | 68   | 23.99 |
| Движение за права и свободы                    | 47   | 16.56 |
| Продолжаем перемены – Демократическая Болгария | 39   | 15,42 |
| Возрождение                                    | 38   | 13.38 |
| БСП                                            | 19   | 6.85  |
| Есть такой народ                               | 16   | 5.79  |
| Величие                                        | 13   | 4,52  |
| Итого                                          | 240  | 100   |

## Последствия
Ни одной партии не удалось сформировать правительство. После трёх неудачных попыток формирования правительства ожидается назначение даты новых парламентских выборов.